# Malacomys
Malacomys is een geslacht van knaagdieren uit de muizen en ratten van de Oude Wereld dat voorkomt van Guinee tot Oeganda en Noordwest-Zambia. Het geslacht is waarschijnlijk niet nauw verwant aan de meeste andere Afrikaanse Murinae, maar vormt een aparte groep. Ze komen voor in allerlei, meestal natte, habitats. De dieren eten ongewervelden, plantaardig voedsel en soms kleine gewervelden.
Deze dieren hebben lange poten en oren, een vierkante snuit en een korte vacht. Om de ogen zit een donkere vlek. De rug is grijsachtig, de buik wit. De kop-romplengte bedraagt 12 tot 18 cm, de staartlengte 14 tot 21 cm en het gewicht 50 tot 150 gram.
Er zijn drie soorten:
- Malacomys cansdalei (Oost-Liberia, Zuid-Ivoorkust en Zuid-Ghana)
- Malacomys edwardsi (Sierra Leone en Guinee tot Zuid-Nigeria)
- Malacomys longipes (Zuidoost-Nigeria tot Oeganda, Rwanda, Noordwest-Zambia en Noordoost-Angola)

Twee soorten van het geslacht Praomys uit de Democratische Republiek Congo, Praomys lukolelae en Praomys verschureni, lijken morfologisch op Malacomys en worden daar soms in geplaatst, maar genetisch behoren ze tot de Praomys-groep, niet tot Malacomys.